# Guangdong Olympic Stadium
Das Guangdong Olympic Stadium (chinesisch 广东奥林匹克体育中心, Pinyin Guǎngdōng Àolínpǐkè Tǐyù Zhōngxín) ist ein Fußballstadion mit Leichtathletikanlage in der chinesischen Stadt Guangzhou in der Provinz Guangdong.

## Geschichte
Ursprünglich war der Stadionbau als Hauptstätte für die Olympischen Spiele 2008 vorgesehen. Letztendlich wurde aber das Nationalstadion Peking, auch als „Vogelnest“ bekannt, für die Spiele errichtet. Die 2001 eröffnete Anlage bietet derzeit den Besuchern 80.012 Sitzplätze; die dabei zu 95 % überdacht sind. Die wellenförmig geschwungene Dachkonstruktion ist dem Flusslauf des Perlflusses, an dem Guangzhou liegt, nachempfunden. Es hat eine Fläche von 32.000 Quadratmeter und ein Gewicht von 9.500 Tonnen. Um das Stadion liegen Sportanlagen für Fußball, Leichtathletik, Pferdesport, Bogenschießen, Baseball, Softball und Hockey. Im Stadion befinden sich u. a. Geschäfte, Restaurants, ein Hotel mit 100 Zimmern und 100 privaten Suiten.
Erste Veranstaltung waren die Nationalspiele der Volksrepublik China 2001; die am 11. November eröffnet wurden. Im Jahr 2009 machte die Leichtathletik-Asienmeisterschaften Station in der Sportstätte. Das Stadion diente als Hauptveranstaltungsort für die Asienspiele 2010 sowie die Para-Asienspiele 2010 mit Eröffnungs- und Schlussfeier. Hauptsächlich wird das Stadion aber für Fußballspiele von Mannschaften aus der Region genutzt.
Zu Freundschaftsspielen kamen englische Fußballmannschaften in das Stadion.
- 27. Juli 2007: Guangzhou Pharmaceutical FC – Manchester United 0:3
- 23. Juli 2008: Guangzhou Pharmaceutical FC – FC Chelsea London 0:4